# 와타나베 리사
와타나베 리사(일본어: 渡邉 理佐 わたなべ りさ[*], 1998년 7월 27일 - )는 일본의 패션모델이며, 「non-no」의 전속 모델이다. 여성 아이돌 그룹 케야키자카46, 사쿠라자카46의 전 멤버이다. 이바라키현 출신으로, Seed&Flower 합동회사 소속이다. 키 167cm, 혈액형은 O형, 애칭은 베리사, 리사이다.